# Nothing Lasts...But Nothing Is Lost
Nothing Lasts...But Nothing Is Lost è il terzo album in studio del gruppo musicale britannico Shpongle, pubblicato nel 2005.

## Tracce
1. Botanical Dimensions – 4:37
2. Outer Shpongolia – 2:33
3. Levitation Nation – 3:40
4. Periscopes Of Consciousness – 1:54
5. Schmaltz Herring – 2:21
6. Nothing Lasts... – 4:28
7. Shnitzled In The Negev – 4:18
8. ...But Nothing Is Lost – 4:39
9. When Shall I Be Free? – 4:37
10. The Stamen Of The Shamen – 4:11
11. Circuits Of The Imagination – 3:12
12. Linguistic Mystic – 1:36
13. Mentalism – 2:54
14. Invocation – 2:40
15. Molecular Superstructure – 4:47
16. Turn Up The Silence – 3:22
17. Exhalation – 2:16
18. Connoisseur Of Hallucinations – 3:31
19. The Nebbish Route – 3:36
20. Falling Awake – 1:50